# Dominique Provost-Chalkley
Dominique Provost-Chalkley (Bristol, Anglaterra; 24 de març de 1990) és una persona que es dedica professionalment a l'actuació, la música, el ball i la filantropia britànica/franco-canadenca, especialment coneguda pel seu paper com a Waverly Earp a Wynonna Earp.

## Carrera
Provost-Chalkley va començar a ballar als quatre anys i als 16 va començar a estudiar ball i interpretació al Laine Theatre Arts School.
L'any 2008, va aparèixer per primera vegada a la televisió com a ballarina en la sèrie d'ITV Britannia High. Al 2012 va interpretar Vanya en el thriller britànic The Seasoning House i va aparèixer en la comèdia The Midnight Beast d'E4. Al 2015 va interpretar Zrinka a Avengers: Age of Ultron.
Provost-Chalkley va aparèixer en dos musicals del West End, interpretant Holly a Viva Forever! des de 2012 fins al 2013 i sent l'alternant de Baby en el musical de Dirty Dancing l'any 2010.
Al 2016 va aconseguir un dels papers principals de Wynonna Earp, interpretant Waverly Earp, paper pel qual va rebre molta atenció per part dels fans. Al 2018, el repartiment de la sèrie va guanyar el Premi People's Choice a la millor sèrie de ciència-ficció.
Al 2017, va interpretar un paper secundari a The Carmilla Movie. L'any 2019, va interpretar Sue a Season of Love.

## Vida privada
Els seus pares són Danielle Provost i Christopher Chalkley, un artista, activista, manager, fundador i president de People's Republic of Stokes Croft (PRSC), un col·lectiu que intenta millorar el veïnat a través d'art i artistes locals. Malgrat haver nascut a Bristol, Anglaterra, Dominique també té la nacionalitat canadenca atès que la seva mare és quebequesa.
El 24 de març de 2020, en el seu 30è aniversari, Provost-Chalkley va sortir de l'armari, declarant "Sóc queer. Sento atracció per TOTS els humans". Al 2021 va afirmar que prefereix els pronoms they/them.
També va fundar l'organització sense ànim de lucre "Start the Wave".

## Filmografia

### Cinema
| Any  | Pel·lícula                | Paper              | Notes                                                                                       |
| ---- | ------------------------- | ------------------ | ------------------------------------------------------------------------------------------- |
| 2012 | The Seasoning House       | Vanya              |                                                                                             |
| 2015 | Avengers: Age of Ultron   | Zrinka             | També va treballar, sense que s'hagi acreditat, com una de les dobles d'Scarlett Johansson. |
| 2016 | Cannonball                | Marley, de 16 anys | Curtmetratge                                                                                |
| 2017 | Beautiful Devils          | Emmy               |                                                                                             |
| 2017 | The Carmilla Movie        | Elle Sheridan      |                                                                                             |
| 2017 | The Curse of Buckout Road | Cleo Harris        |                                                                                             |
| 2018 | Eat Jeremy                | Julie              | Curtmetratge                                                                                |
| 2019 | Season of Love            | Sue                |                                                                                             |
| 2021 | Like a House on Fire      | Therese            |                                                                                             |

### Televisió
| Any       | Pel·lícula         | Paper                 | Notes                                            |
| --------- | ------------------ | --------------------- | ------------------------------------------------ |
| 2008      | Britannia High     | ballarina del conjunt | 9 episodis                                       |
| 2012      | The Midnight Beast | Jenny                 | Episodi: "Boyband"                               |
| 2016–2021 | Wynonna Earp       | Waverly Earp          | Paper principal, 49 episodis                     |
| 2016      | Murdoch Mysteries  | Elizabeth Atherly     | Episodis: "Great Balls of Fire: Part 1 & Part 2" |
| 2017      | 12 Monkeys         | Arianna               | Episodi: "Mother"                                |
| 2017      | NeverKnock         | Grace                 | Pel·lícula de televisió                          |
| 2018      | Separated at Birth | Terri Marshall        | Pel·lícula de televisió                          |

### Teatre
| Any       | Espectacle    | Paper        | Notes              |
| --------- | ------------- | ------------ | ------------------ |
| 2010-2011 | Dirty Dancing | Baby (Cover) | Aldwych Theatre    |
| 2012-2013 | Viva Forever! | Holly        | Piccadilly Theatre |

## Premis i nominacions
| Any  | Premi                  | Categoria             | Treball nominat | Resultat  |
| ---- | ---------------------- | --------------------- | --------------- | --------- |
| 2019 | Canadian Screen Awards | Audience Choice Award | Wynonna Earp    | Guanyador |